# Saih al-Chairat
Saih al-Chairat (arabisch سيح الخيرات, DMG Saiḥ al-Ḫairāt) ist ein kleines Dorf mit 86 Einwohnern (Stand: Zensus von 2020) im Sultanat Oman. Es liegt im Gebiet der Wilaya Thumrait innerhalb des Gouvernements Dhofar. Der Ort wird im Westen von der Route 31 aus Richtung Thumrait durchquert.